# 124 Horseferry Road
124 Horseferry Road é a sede do canal de televisão britânico Channel 4, localizado na Cidade de Westminster, em Londres, e inclui 100 apartamentos residenciais. O edifício foi inaugurado em 6 de julho de 1994 e foi projetado pela empresa de arquitetura Richard Rogers Partnership.

## Dados chave
- Altura: 37 m
- Inauguração: 6 de julho de 1994
- Andares: 4
- Início da construção: 1990
- Escritório de arquitetura: Rogers Stirk Harbour + Partners
- Custo: 38,5 milhões GBP
- Arquitetos: Richard Rogers, Graham Stirk